# Lacul Buhăescu I
Lacul Buhăescu I este un lac glaciar. Este localizat în munții Rodnei, sub vârful Buhăescu Mare, la o altitudine de 1905 m. Face parte din rezervația naturală ˝Pietrosu Mare˝.

## Vezi și
- Lacul Buhăescu II
- Lacul Buhăescu III
- Lacul Buhăescu IV